# Geschichte des American Football

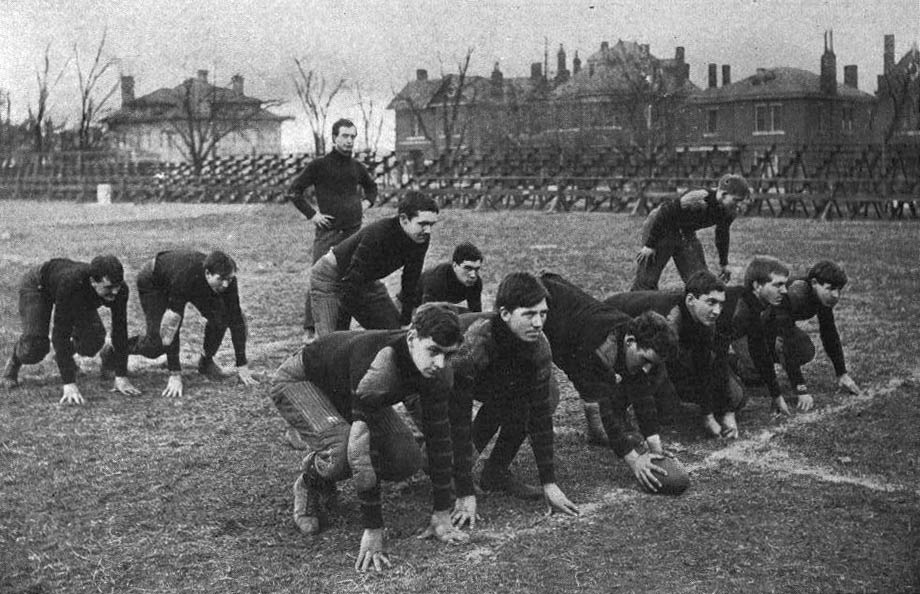
Spieler der Vanderbilt University 1904

Die Geschichte des American Footballs wurde größtenteils an Universitäten (Colleges) an der Ostküste der Vereinigten Staaten geschrieben und besteht aus Varianten von Fußball und Rugby, bei denen im angelsächsischen Raum ein Ball entweder in ein Tor oder über eine Linie geschossen wird.
American Football entstand in der zweiten Hälfte des 19. Jahrhunderts durch mehrere Änderungen dieser Fußball- und Rugbyregeln. Einige der größten Regeländerungen war die Einführung von Downs, der Line of Scrimmage und der Möglichkeit, gegnerische Spieler aktiv zu blocken. Darüber hinaus wurde Anfang des 20. Jahrhunderts das Passspiel eingeführt, wodurch es ermöglicht wurde, den Ball mit einem Wurf nach vorne zu bewegen. Damit war die endgültige Abgrenzung zum Rugby gegeben, bei dem es keinen Vorwärtspass gibt. Die Beliebtheit von Football wuchs zunehmend, da es in der ersten Hälfte des 20. Jahrhunderts die dominierende Sportart an Universitäten wurde. Meisterschaftsspiele zwischen den einzelnen Schulen, angetrieben durch gelebte Traditionen und leidenschaftliche Rivalitäten, erlangten überregionale Aufmerksamkeit.

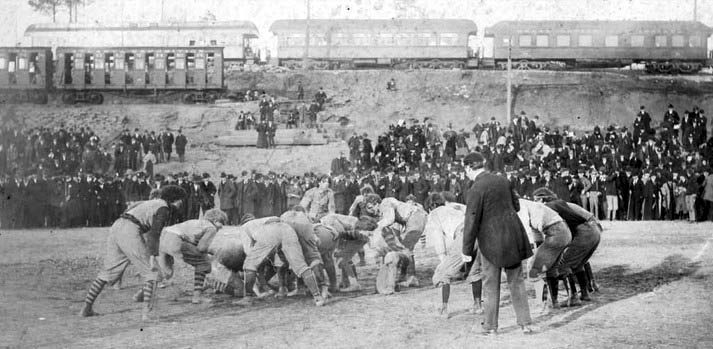
Spiel der University of Georgia gegen die Auburn University 1895 in Atlanta

Obwohl es bereits seit 1892 die ersten bezahlten Spielerverträge gab, dauerte es noch bis 1920, als die American Professional Football Association gegründet wurde, um Football auf professioneller Basis zu organisieren. Diese benannte sich zwei Jahre später in National Football League (NFL) um und wurde letztendlich die Profiliga der Vereinigten Staaten. Ursprünglich als Sport in den Industriezentren des mittleren Westens gespielt, wurde professioneller Football so zu einem nationalen Phänomen.
Mit dem NFL-Play-off-Spiel des Jahres 1932 zwischen den Chicago Bears und den Portsmouth Spartans begann die moderne Ära des American Footballs. Es war das erste Spiel, in dem unter anderem Hashmarks verwendet wurden, das Passspiel überall hinter der Line of Scrimmage erlaubt war und die Torpfosten an das Ende des Spielfeldes versetzt wurden. Weitere Innovationen und Regeln, die heute noch Anwendung finden, wurden nach dem Spiel eingeführt.
Eine weitere explosionsartige Zunahme der Popularität von Football in der zweiten Hälfte des 20. Jahrhunderts kann auf das NFL-Meisterschaftsspiel von 1958 zwischen den Baltimore Colts und den New York Giants zurückgeführt werden. Dieses Spiel ging als „das beste Spiel, das je gespielt wurde“ (Greatest Game Ever Played) in die Geschichte ein.
Als Konkurrenz zur NFL wurde von mehreren Geschäftsleuten 1959 die American Football League (AFL) gegründet. Nach drei vorher gescheiterten Versuchen, eine alternative Liga zu etablieren, war dies die einzige Liga, die neben der NFL zwischen 1960 und 1969 erfolgreich existierte. Auf Grund der attraktiven Spielweise der AFL wurde der Druck auf die NFL im Laufe der Zeit so groß, dass beide Ligen 1970 endgültig fusionierten. Der Name National Football League wurde beibehalten und die Teams beider Ligen in die American Football Conference (AFC) und National Football Conference (NFC) unterteilt. Um den nationalen Meister zu ermitteln, treten die Meister der jeweiligen Conference seitdem gegeneinander im Super Bowl an.

## Vorgeschichte

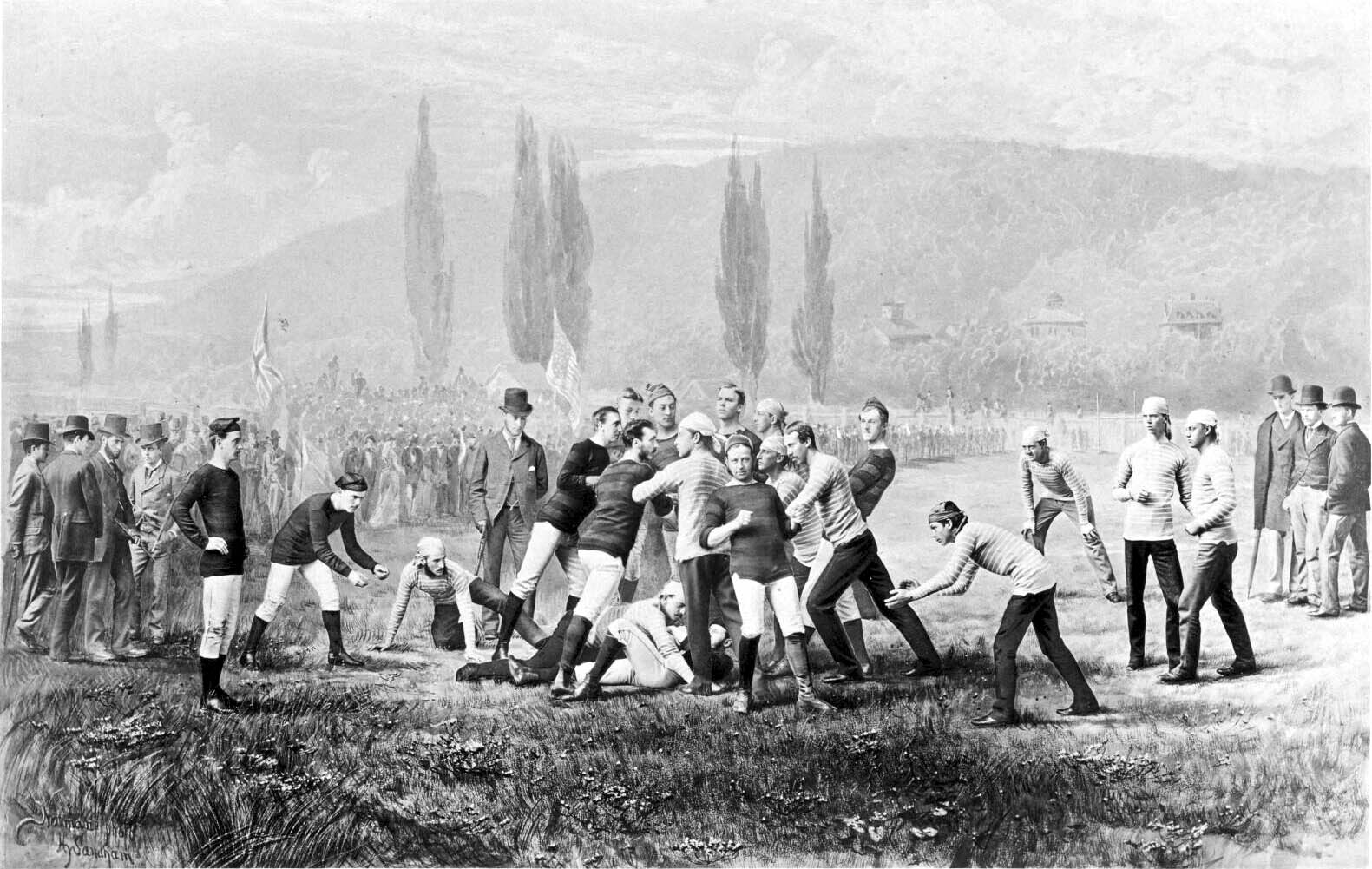
McGill Redmen gegen Harvard Crimson 1874

Ballspiele, die als Vorläufer von Football und Fußball gelten könnten, sind aus mehreren Erdteilen und Epochen bekannt. Aber nur die Ballspiele, die als „Running Game“ oder „Kicking Game“ in den 1800er Jahren im angelsächsischen Raum praktiziert wurden, haben direkt zu den heutigen Spielarten geführt. Siehe dazu Geschichte des Fußballs.

## Entstehung
Der Ursprung des Footballs wird allgemein zurückdatiert auf den 6. November 1869, als die Mannschaften der Universitäten von Rutgers und Princeton in New Brunswick (New Jersey) 6:4 spielten – nach fußballähnlichen Regeln, denn American Football sollte erst noch erfunden werden.
Im Jahre 1874 trafen die Mannschaft der Harvard University und das Rugbyteam der kanadischen McGill-Universität aus Montreal, Kanada aufeinander, in Spielen mit Kompromissregeln. Aus diesem Denkanstoß entwickelten sich dann Canadian Football und American Football.

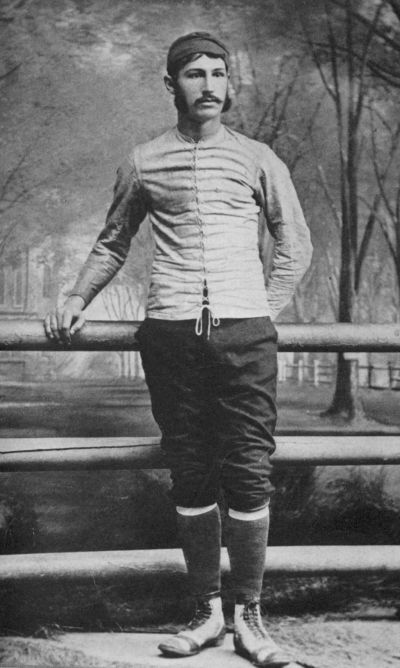
Walter Camp etwa 1878

Die maßgebende Persönlichkeit beim American Football war dabei Walter Camp, der ab 1876 als Spieler, Trainer und Funktionär an der Yale University dessen Entwicklung (und die anderer Sportarten) bis 1925 entscheidend prägte. So wurde die Spielerzahl auf elf festgelegt, der exklusive Ballbesitz für mindestens drei Versuche eingeführt, und die Angriffsformation mit sieben Spielern an der Linie und vier im Rückraum wurde üblich. Gespielt wurden etwa zehn Spiele von einschließlich September bis November, markiert durch die Feiertage Labor Day und Thanksgiving.
Camp stellte ebenfalls eine vielbeachtete „All America“-Auswahlmannschaft zusammen, die z. B. vom US-Präsidenten geehrt wird (siehe Filmszene in Forrest Gump). Die Spiele der Studenten an den „Ivy League“-Elite-Universitäten der Ostküste wurden populär, ab den 1890er Jahren waren 30.000 Zuschauer keine Ausnahme. Zu der Zeit gab es auch schon außeruniversitäre Wettkämpfe mit ersten professionellen Ansätzen, die jedoch noch mehrere Jahrzehnte lang im Schatten des College-Footballs stehen sollten. Im Jahre 1902 wurde mit dem Rose Bowl in Pasadena die Tradition der Bowl-Spiele an Neujahr begründet. Ein Turnier zur Bestimmung eines Meisters wurde nie eingeführt; die „National-Championship“-Ehren wurden durch Umfragen bei Trainer und Journalisten bestimmt, wobei oft Uneinigkeit herrschte.
Der 18. November 1892 gilt als der Beginn des Profizeitalters im American Football. Football wurde auch in sogenannten Athletic Clubs gespielt. Es ging dabei lediglich um die Ehre. An diesem Tag spielte die Allegheny Athletic Association (AAA) gegen die rivalisierende Mannschaft der Pittsburg Athletic Association (PAA). Der Club aus Allegheny bot William Heffelfinger, der zuvor schon im Collegefootball für Furore gesorgt hatte, 500 US-Dollar an, wenn er für deren Mannschaft auflaufen würde. Dazu sollte er noch 25 US-Dollar Reisespesen erhalten. Heffelfinger nahm das Geld, sicherte im Spiel einen Fumble und trug diesen zum einzigen Touchdown des Spiels in die gegnerische Endzone. Die AAA gewann mit 4:0. Die Aufregung über das Auftreten des clubfremden Spielers Heffelfinger war bereits vor dem Spiel bei der gegnerischen Mannschaft und der Öffentlichkeit groß, allerdings vollkommen unberechtigt. Auch die Mannschaft der PAA hatte Heffelfinger Geld geboten – allerdings „nur“ 250 US-Dollar, was ihm zu wenig war, um seinen Amateurstatus aufs Spiel zu setzen. Da es auch zu dieser Zeit schon üblich war, auf die Spielergebnisse Wetten abzuschließen, wurden diese allerdings alle annulliert. Beide Clubs einigten sich nun darauf, das Spiel als Freundschaftsspiel auszutragen. Obwohl die AAA Heffelfinger insgesamt 525 US-Dollar bezahlen musste, machte sie mit 621 US-Dollar einen guten Gewinn. Der Bann für Profifootball war gebrochen, denn auch andere Clubs versuchten nun, mit ihren Spielen Geld zu verdienen und boten Spielern Gehälter zwischen 50 und 500 US-Dollar pro Spiel an.

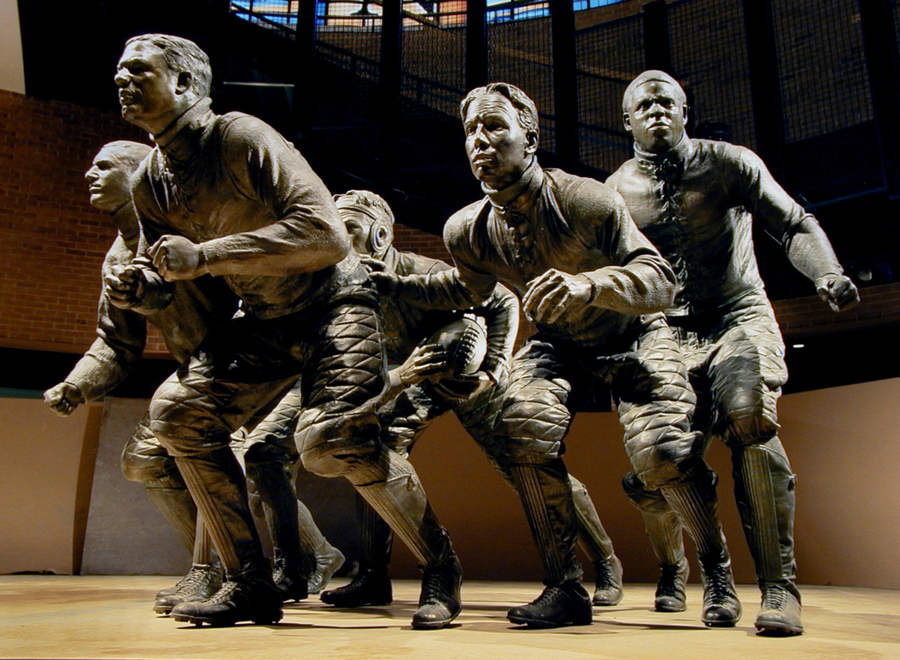
Statue des Flying Wedges

Zur gleichen Zeit war der Football allerdings auch schon in der ersten Krise, denn pro Jahr kamen mehr als ein Dutzend Spieler um, weil sie in Keil-Formationen (Flying Wedge – dt. „fliegender Keil“) miteinander verhakt aufeinander einstürmten. Beim Flying Wedge rücken möglichst viele Spieler der Offensive Line sofort nach dem Snap aneinander und blocken nach vorne. Der Halfback und der Fullback schieben von hinten. Der Quarterback ist in der Mitte des Keils von allen Seiten geschützt, hält den Ball und in dieser Formation versucht man, Raum zu gewinnen. Die Defense hält ebenfalls mit viel Krafteinsatz dagegen.
Diese Formation wurde 1894 verboten. Trotzdem kamen im Jahr 1905 noch 18 Spieler ums Leben. US-Präsident Theodore Roosevelt erzwang daraufhin Regeländerungen, die das Spiel sicherer machen sollten. Um das Jahr 1912 hatte Football dann die heutige Form angenommen. Insbesondere die Einführung des Vorwärtspasses markierte die Trennung vom Rugby endgültig. Ein Touchdown zählte fortan sechs Punkte. Die Spielfelddimensionen wurden an das neugebaute Stadion von Harvard angepasst.
Als wichtigste von diversen Auszeichnungen wird seit 1935 die Heisman Trophy an den besten (Angriffs-)Spieler eines Jahrgangs vergeben, zu deren Gewinnern auch O.J. Simpson gehörte.

## Regeländerungen
Langsam aber stetig bekam der Footballsport ein eigenes Gesicht. 1876 trat ein erstes verbindliches Regelwerk in Kraft, das die Spielfeldausmaße auf 140 auf 70 Meter festlegte. Die Spielzeit war damals in zwei 45-minütige Halbzeiten aufgeteilt. Vier Jahre später wiederum erhielt das Spielfeld die Größe von 110 auf 53,34 Yards (100,6 auf 48,8 Meter). Außerdem wurde das im Rugby übliche scrummage (Gedränge) gegen das sogenannte scrimmage (Ballbesitz der angreifenden Mannschaft) ersetzt. Das war der erste große Schritt in Richtung des heutigen American Footballs. Damals hatte die angreifende Mannschaft noch drei anstatt vier Versuche, musste jedoch auch nur 5 Yards überbrücken.
Im Laufe der Zeit wurden mehrfach die Wertungen für verschiedene Punkterfolge verändert. Dies soll die nachfolgenden Tabelle verdeutlichen.
|            | bis 1884                                                                 | 1884                                                                     | 1910                                                                     | 1912                                                                     |
| ---------- | ------------------------------------------------------------------------ | ------------------------------------------------------------------------ | ------------------------------------------------------------------------ | ------------------------------------------------------------------------ |
| Touchdown  | 2                                                                        | 5                                                                        | 5                                                                        | 6                                                                        |
| Extrakick  | 4                                                                        | 1                                                                        | 1                                                                        | 1                                                                        |
| Conversion | Die Conversion wurde erst um 1970 eingeführt und zählt seitdem 2 Punkte. | Die Conversion wurde erst um 1970 eingeführt und zählt seitdem 2 Punkte. | Die Conversion wurde erst um 1970 eingeführt und zählt seitdem 2 Punkte. | Die Conversion wurde erst um 1970 eingeführt und zählt seitdem 2 Punkte. |
| Field Goal | 5                                                                        | 5                                                                        | 3                                                                        | 3                                                                        |
| Safety     | 1                                                                        | 2                                                                        | 2                                                                        | 2                                                                        |

Einige das Spiel entscheidend prägende Änderungen kamen zwischen 1906 und 1912. 1906 wurde erstmals der Vorwärtspass erlaubt, jedoch mit erheblichen Einschränkungen. So musste der Passwerfer mindestens fünf Yards hinter der Line of Scrimmage stehen und durfte nicht weiter als 20 Yards werfen. Zudem war die Strafe für einen unvollständigen Pass der Verlust des Angriffsrechts (Turnover). Die Strafe wurde kurz darauf auf 15 Yards Raumverlust abgemildert. Weiter war das Passspiel dahingehend eingeschränkt, dass ein Pass nicht über die Goalline gehen durfte. 1912 kam es dann zu einer der letzten großen Regeländerungen. Die Anzahl der Versuche wurde von drei auf vier erhöht, das Spielfeld wurde von 110 Yards länge auf 100 Yards verkürzt, die zehn Yards tiefen Endzonen wurden eingeführt, der Wert eines Touchdowns wurde von fünf auf sechs Punkte erhöht, das Verbot eines Passes über die Goalline und auch die Beschränkung der Pässe auf 20 Yards wurde aufgehoben.
Es gab jedoch nicht nur friedliche Entwicklungen, wie die Entwicklung der Flying Wedge zeigte. Trotz Verbots dieser Spielweise kam es immer wieder zu Todesfällen und schweren Verletzungen. Zahlreiche weitere Regeländerungen folgten, zumeist zur Sicherheit der Spieler. So wurden auch die Torpfosten fürs Field Goal 1927 hinter die Endzone verlegt (bis dahin befanden sie sich davor). 1940 wurde das Tragen eines Helms zur Pflicht, 1956 wurde der Griff in das Gesichtsgitter des Helmes verboten (dies hatte häufig schwere Nackenverletzungen zur Folge) und 1962 verschwanden auch die letzten Spieler ohne Gesichtsgitter.
Die Profiliga NFL hatte ihre Anfänge in den 1920er Jahren. Anfangs wurden die Regeln des Amateursports übernommen. Die damals sehr punktearmen Spiele waren für die Zuschauer wenig interessant und deshalb führte man 1933 abweichende Regeln ein, um das Spiel spektakulärer und punktereicher zu machen. Pässe mussten nicht mehr mindestens fünf Yards hinter der Line of Scrimmage geworfen werden, sondern konnten von überall hinter der Line geworfen werden. Des Weiteren wurden die erst 1927 an die Endlinie verlegten Torpfosten wieder an die Torlinie zurückgeholt. Damit sollte es mehr Field Goals geben. Die wohl bedeutendste Neuerung war aber die Einführung von Hashmarks. Zuvor war es so, dass das nächste Down genau dort gespielt werden musste, wo das vorherige zu Ende war. Direkt am Spielfeldrand ein Down starten zu müssen, war selten erfolgreich, deshalb vermied man Spielzüge an den Rand des Spielfeldes. Da nunmehr jedes Down innerhalb der Hashmarks gestartet werden konnte, nutzen die Offenses nun die ganze Spielfeldbreite, was schnell zu mehr Touchdowns führte. Die Hashmarks und die Erleichterungen bei den Passwürfen wurden nach und nach auch vom Amateursport übernommen. Die Goalposts hingegen behielt man aus Sicherheitsgründen an der Endlinie, wohin sie auch die NFL im Jahre 1974 wieder zurück verlegte.
1951 wurde das erste NFL Championship Game landesweit übertragen, die NFL erhielt dafür 75.000 US-Dollar. 1955 erhielt die NBC gegen eine Zahlung von 100.000 US-Dollar das Recht, das NFL Championship Game zu übertragen, und 1956 wurden die ersten Spiele von CBS regional im Fernsehen gezeigt. Aber erst ab 1958, mit dem von der NBC landesweit übertragenen und von 45 Millionen Zuschauern gesehenen NFL Championship Game zwischen den New York Giants und den Baltimore Colts, wurde sie mit dem Fernsehen und dessen Aufstieg zur heute erfolgreichsten Profiliga der gesamten Sportwelt (9 Milliarden US-Dollar Jahresumsatz).
1971 führte die Kansas High School Activities Association erstmals die Overtime ein, um Unentschieden zu verringern, 1974 folgte die NFL. Für die Divisions I-AA (heute I FCS), II und III wurde die Overtime 1981 eingeführt, 1996 folgte die Division I-A (heute I FBS).